# Clinton (Carolina del Nord)
Clinton és una població dels Estats Units i seu del comtat de Sampson a l'estat de Carolina del Nord. Segons el cens del 2008 tenia 8.845 habitants.

## Demografia
Segons el cens del 2000, Clinton tenia 8.600 habitants, 3.336 habitatges i 2.058 famílies. La densitat de població era de 471 habitants per km².
Dels 3.336 habitatges en un 27% hi vivien nens de menys de 18 anys, en un 40,5% hi vivien parelles casades, en un 18,1% dones solteres, i en un 38,3% no eren unitats familiars. En el 35% dels habitatges hi vivien persones soles el 17,2% de les quals corresponia a persones de 65 anys o més que vivien soles. El nombre mitjà de persones vivint en cada habitatge era de 2,27 i el nombre mitjà de persones que vivien en cada família era de 2,93.
Per edats la població es repartia de la següent manera: un 21,6% tenia menys de 18 anys, un 7,7% entre 18 i 24, un 26,8% entre 25 i 44, un 22% de 45 a 60 i un 21,9% 65 anys o més.
L'edat mediana era de 41 anys. Per cada 100 dones de 18 o més anys hi havia 85,6 homes.
La renda mediana per habitatge era de 25.904 $ i la renda mediana per família de 36.144 $. Els homes tenien una renda mediana de 30.605 $ mentre que les dones 21.654 $. La renda per capita de la població era de 15.672 $. Entorn del 18,1% de les famílies i el 23,3% de la població estaven per davall del llindar de pobresa.

## Poblacions més properes
El següent diagrama mostra les poblacions més properes.